# Illizi
Illizi – miasto we wschodniej Algierii, stolica prowincji Prowincji Illizi. Miasto zamieszkuje 10 163 mieszkańców.
W pobliżu miasta znajduje się lotnisko oraz Park Narodowy Tasili Wan Ahdżar.